# Ефект тетріса

Знімок екрана гри у тетріс. Люди, які грають в цю та подібні ігри довгий час, бачать рухомі зображення, коли вони закривають очі або лягають спати.

Ефект Тетріса (також відомий як Синдром Тетріса) — психологічний ефект, який виникає, коли особа приділяє надто багато часу і уваги деякій активності, що постійно повторюється. В результаті ефекту особа концентрує свою увагу над такою активністю навіть поза її межами, що проявляється у сновидіннях, думках, та особливостях сприйняття образів реального світу. Назва ефекту походить від гри Тетріс.

## Приклади
Гравці, які проводять надто багато часу за іграми, подібними до Тетрісу, зосереджуються на тому, як різні форми в реальному світі, наприклад коробки в супермаркеті або будівлі на вулиці, можуть з'єднуватись та взаємодіяти одна з одною. В цьому випадку, Ефект Тетріса є видом звички. Вони також можуть бачити уві сні блоки, які падають, чи спостерігати їх, навіть, просто заплющивши очі.
Люди, які стають на землю після довгої морської подорожі, можуть «відчувати» певні коливання, які звичайно виникають при плаванні на судні, а люди, які кілька днів їздили на поїзді, сприймають будь-який шум як стук коліс. Так само рибалки після довгої риболовлі починають сприймати будь-які вузькі предмети як вудки.
Програмісти, при великому навантаженні, можуть бачити сни з фрагментами коду, а математики — фрагменти формул та числа.

## Вплив тетріса на свідомість
Ретельні дослідження показали, що тривала гра в тетріс може також привести до більш ефективної активності мозку під час гри. Коли ви вперше граєте в тетріс, функціонування і активність мозку зростає, також зростає споживання енергії мозком, що вимірюється в ступені обміну глюкози. Коли гравець в тетріс стає більш досвідченим, мозок зменшує споживання глюкози, що означає більш ефективне функціонування мозку для виконання цього завдання.
У січні 2009, група учених Оксфордського університету доповіла, що для здорових добровольців гра в тетріс відразу після перегляду травмуючого матеріалу в лабораторії знижує число спогадів про ці сцени протягом наступного тижня. Вони вважають, що комп'ютерна гра може зруйнувати спогади про звуки і сцени, які пізніше відчуваються у вигляді мимовільних хворобливих спалахів про той момент.

## Історія терміна
Перші згадки про термін з'явилися у статті «This is Your Brain on Tetris» Джеррі Голдсміта в травні 1994. Проте, найбільш ранню згадку суті цього феномена можна знайти у вірші «Вірус», який написаний письменником-фантастом Нілом Ґейменом в 1987 році.